# 上村亮平
上村 亮平（かみむら りょうへい、1978年3月9日 - ）は、日本の小説家。大阪府豊中市出身。関西大学文学部卒業。兵庫県神戸市在住。

## 経歴
2014年、「みずうみのほうへ」（「その静かな、小さな声」を改題）で第38回すばる文学賞を受賞してデビュー。

## 著作

### 単行本
- 『みずうみのほうへ』（集英社、2015年2月）
  - みずうみのほうへ - 『すばる』2014年11月号

### 雑誌掲載
- 「よっつの春」 - 『すばる』2016年12月号
- 「空港にて」 - 『すばる』2020年4月号
- 「ケイキワイ号」 - 『すばる』2021年7月号
- 「ノラ」 - 『すばる』2023年5月号
- 「熾火」 - 『すばる』2025年1月号